# Марко Антоніо Баррера
Марко Антоніо Баррера Тапія (ісп. Marco Antonio Barrera Tapia; нар. 17 січня 1974, Мехіко, Мексика) — мексиканський боксер-професіонал, який виступав у кількох вагових категоріях, чемпіон світу у другій легшій вазі за версією WBO (1995 — 1996, 1998 — 2000 і 2000), у напівлегкій вазі за версіями IBO (2001) та WBC (2002) і другій напівлегкій вазі за версіями WBC (2004 — 2007) та IBF (2005 — 2007). Загалом переміг 19 боксерів за титул чемпіона світу у трьох вагових категоріях.